# مخمصه (مجموعه تلویزیونی کره جنوبی)
مخمصه (کره‌ای: 펀치؛ انگلیسی: Punch) یک مجموعه تلویزیونی کره جنوبی سال ۲۰۱۴ با بازی کیم ره وون، کیم آه جونگ، چو جه هیون، سو جی هه و اون جو وان است. این مجموعه از ۱۵ دسامبر ۲۰۱۴ تا ۱۷ فوریه ۲۰۱۵، روزهای دوشنبه و سه‌شنبه ساعت ۲۱:۵۵ (کی‌اس‌تی) از اس‌بی‌اس برای ۱۹ قسمت پخش شد.
این مجموعه تلویزیونی در سال ۱۴۰۲ و در ۲۹ قسمت از شبکه پنج سیما پخش شد. این مجموعه با گویندگی ۲۰ نفر از گویندگان گفتار فیلم در واحد دوبلاژ اداره کل تأمین و رسانه بین‌الملل به زبان فارسی دوبله شده‌است.

## داستان
مخمصه روایتی از شش ماه آخر زندگی پارک جونگ هوان، رئیس تیم تحقیقات مبارزه با فساد اداری دادستانی عالی است. جونگ هوان برای رسیدن به موقعیت فعلی خود، مصالحه‌هایی را برای دستیابی به آنچه که به عنوان خیر بزرگ‌تر می‌پنداشت، انجام داده‌است؛ اگرچه این به معنای از دست دادن بخشی از روح خود در این فرایند است. وقتی تومور بدخیم مغزی اک تشخیص داده می‌شود و به او گفته می‌شود که تنها شش ماه از عمرش باقی مانده‌است، جونگ هوان خود را وادار می‌کند تا انتخاب‌های زندگی‌اش را دوباره بررسی کند. او تصمیم می‌گیرد به هر قیمتی که شده‌است، عدالت را دنبال کند، حتی اگر به معنای فدا کردن جانش باشد. هدف اصلی او سرنگونی دادستان کل و رئیسش، لی ته جون است که محبوبیت عمومی او اخلاق ناجوانمردانه و فساد گسترده‌اش را می‌پوشاند.
در طول این مسیر، همسر سابق جونگ هوان، شین ها-کیونگ، به او در تلاشش کمک می‌کند. ها-کیونگ یک دادستان آرمانگرا در ناحیه سئول است و شغل خود را به شغل حقوقی پردرآمد انتخاب کرد. او از جونگ هوان طلاق گرفت زیرا او شیفته جاه طلبی بود و هرگز برای او و دختر کوچکشان یرین وقت نداشت. اما این به این معنا نیست که او هنوز به او اهمیت نمی‌دهد، اگرچه نگرانی او با رنجش آمیخته‌است.

## بازیگران

### بازیگران اصلی
- کیم ره وون در نقش پارک جونگ هوان
- کیم آه جونگ در نقش شین ها کیونگ
- چو جه هیون در نقش لی ته جون، دادستان کل
- سو جی هه در نقش چوی یون جین
- چوی میونگ-گیل در نقش یون جی سوک، وزیر دادگستری

### بازیگران فرعی
- اون جو وان در نقش لی هو سونگ
- کیم اونگ سو در نقش جونگ گوک هیون
- لی هان وی در نقش اوه دونگ چون، کارآگاه
- پارک هیوک-کوان در نقش چو کانگ جه، دادستان
- سونگ اوک سوک در نقش مادر جونگ هوان
- کیم جی یونگ در نقش پارک یه رین
- لی یونگ اون در نقش پارک هیون سان
- لی کی یونگ در نقش لی ته ساب
- جانگ هیون سونگ در نقش جانگ مین سوک
- کیم هه-یون در نقش دختر چو کانگ جه
- ریو سونگ-سو (حضور افتخاری)
- کانگ ها-نول (حضور افتخاری)